# Castillo de Senmanat
El castillo de Senmanat se encuentra mencionado por primera vez el año 1056 relacionado con un tal Ramón Miró. Posteriormente vuelve a salir mencionado en documentos del año 1065. En 1083 estaba vinculado a la casa de los Moncada, y en 1380 Pedro de Senmanat pasa a tener el señorío del castillo y de su término, después de adquirirlo en Eimeric II señor de Centellas por 9000 libras.
El castillo de Senmanat era un castillo mojón, y sus señores poseedores del título de "mero y mixto imperio", es decir que tenían la jurisdicción civil y criminal en todo su término.
El castillo fue utilizado como masía hasta 1990 y desde entonces permanece deshabitado.

## Arquitectura
Es un edificio construido totalmente de piedra y bien conservado. En su exterior está abierto por la parte de poniente. Por la parte de levante está cerrado por un muro que en algunos lugares alcanza un espesor de más de 3 metros, para ofrecer protección a la parte llana más accesible y fácil de ser atacada.